# لاريسا كيلي
لاريسا كيلي (بالإنجليزية: Larissa Kelly)‏ (10 فبراير 1980)؛ روائية أمريكية.